# Alexander Pope
Alexander Pope (ur. 21 maja?/31 maja 1688 w Londynie, zm. 30 maja 1744 w Twickenham) – czołowy poeta angielskiego Oświecenia, zdeklarowany katolik i torys.
Za właściwy debiut literacki Alexandra Pope'a uważa się publikację poematu Wiersz o krytyce, wzorowanego na kodeksie XVIII-wiecznego klasycyzmu Nicolasa Boileau. Od tego czasu jego twórczość − choć jednolita stylistycznie i spójna światopoglądowo − obejmowała całą różnorodność znanych wówczas gatunków literackich oraz kręgów zainteresowań, od satyry oraz poematu heroikomicznego, którego był przedstawicielem, aż do poważnych poematów filozoficznych krzewiących wiarę w dobroć Boga, a nawet pieśni religijnych.
Alexander Pope od przeszło dwustu lat pozostaje na językach krytyki literackiej jako bohater jednego z największych sporów w historii poezji angielskiej, w której niektóre stronnictwa obniżają rangę jego twórczości, a nawet odbierają mu miano poety. Jednocześnie, jako aforysta, jest obok Williama Szekspira najczęściej cytowanym Wyspiarzem. Do dziś uważa się go również za największego poetę swojego pokolenia, pierwszego mistrza angielskiej satyry oraz najwybitniejszego twórcę poematu heroikomicznego.
Choć Pope uosabiał wszystkie cechy angielskiego Oświecenia, a więc epoki niejako przestarzałej w ujęciu rodzącego się romantyzmu, jego dzieła odegrały ważną rolę w twórczości takich poetów, jak George Gordon Byron czy Adam Mickiewicz, a współcześni badacze coraz częściej widzą w nich niejasny zwrot w stronę „rewolucji romantycznej”. Wątek ten stanowi jeszcze jedno pole sporu o poezję Pope'a.
Dewizą Alexandra Pope'a było powiedzenie: „Wszystko co jest, jest właściwe”.

## Życie
Alexander Pope urodził się 21 maja 1688 w Londynie jako pierworodny syn gorliwych katolików − Alexandra Pope'a seniora oraz Edith Pope, z domu Turner. Od początku przyszły poeta był dzieckiem chorowitym i fizycznie słabym, co nie pozwoliło mu uczęszczać do szkoły. Nieco pokraczny wygląd od najmłodszych lat zaważył na jego relacjach międzyludzkich. Z powodu katolickiego wyznania zamknięto przed nim również bramy angielskich uniwersytetów.

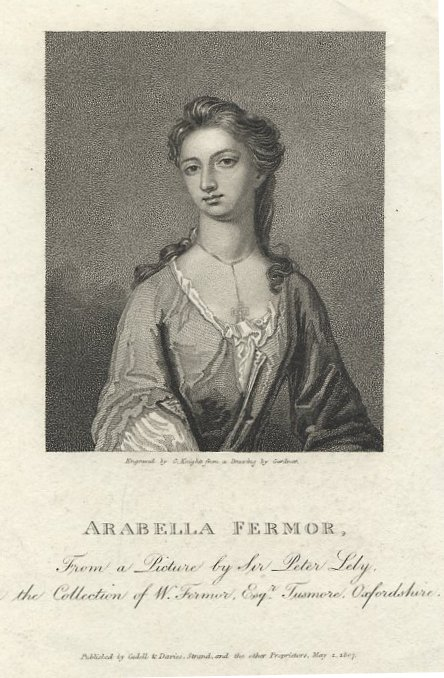
Arabella Fermor, adresatka Porwanego pukla

Pomimo braku solidnego kształcenia młody Pope sam zainteresował się literaturą. Cała sytuacja miała korzystny wpływ na umysłowość chłopca, który wyrastał w swobodzie i niezależności intelektualnej; w dorosłym życiu, zwłaszcza w latach świetności literackiej, zyskał miano „najbardziej instynktownego z poetów klasycznych”. W domu na skraju lasu windsorskiego pochłaniał spore ilości arcydzieł dawnej poezji; w wieku około dwunastu lat zaczął również pisać własne utwory. „Bez przerwy czytał i pisał”, jak sam mawiał: „szczebiotał rytmicznie”, a następnie dyskutował z dorosłymi znajomymi nad wartością swoich kompozycji.
Na niezwykle ożywionej scenie literackiej czasów augustowskich Pope zjawił się jako kilkunastoletni chłopiec, autor − jak mawiano − „dobrze się zapowiadający”, pochwalony przez Williama Wycherleya, który przeczytał kilka wierszy młodego poety. Ostatecznie zadebiutował w 1709 poematem bukolicznym Pastorals. Należy przy tym podkreślić nieszczerość autora, który chcąc najwidoczniej uchodzić za „cudowne dziecko” swojej epoki, publicznie obwieścił, że poemat napisał w wieku lat trzynastu, choć dobrze wiadomo, iż częstokroć skrzętnie poprawiał i uzupełniał jego treść w starszym wieku. Incydent ten stał się pierwszym powodem (spośród wielu), dla którego do dziś nazwisko Pope'a kojarzy się z hipokryzją, nieszczerością i pełną złośliwości niesprawiedliwością.
Błyskotliwy debiut sprawił, że młody Pope poczuł się na ówczesnej arenie literackiej jak ryba w wodzie, wciąż pnąc się w górę po stopniach angielskiego Parnasu. W 1711 drukiem ukazało się kolejne dzieło poety, wierszowany traktat o sztuce poetyckiej, zawierający elementy poematu dydaktycznego, An Essay on Criticism. Pope − być może zbyt zuchwały w swoich restrykcyjnych sądach literackich, wygłaszanych w tak młodym wieku − podczas pisania zaczerpnął inspirację od Nicolasa Boileau. Utwór od razu zrobił furorę i od tego czasu życie literackie Alexandra Pope'a stało się nieprzerwanym pasmem sukcesów. Doszło nawet do tego, że młodym poetą zainteresował się jeden z filarów ówczesnej kultury, Joseph Addison, wydawca głośnego pisma „The Spectator”. Sława Pope'a ugruntowała się dodatkowo w 1714, kiedy ukazał się jego najgłośniejszy utwór: Pukiel porwany. Do jego przyjaciół dołączył wówczas Jonathan Swift.

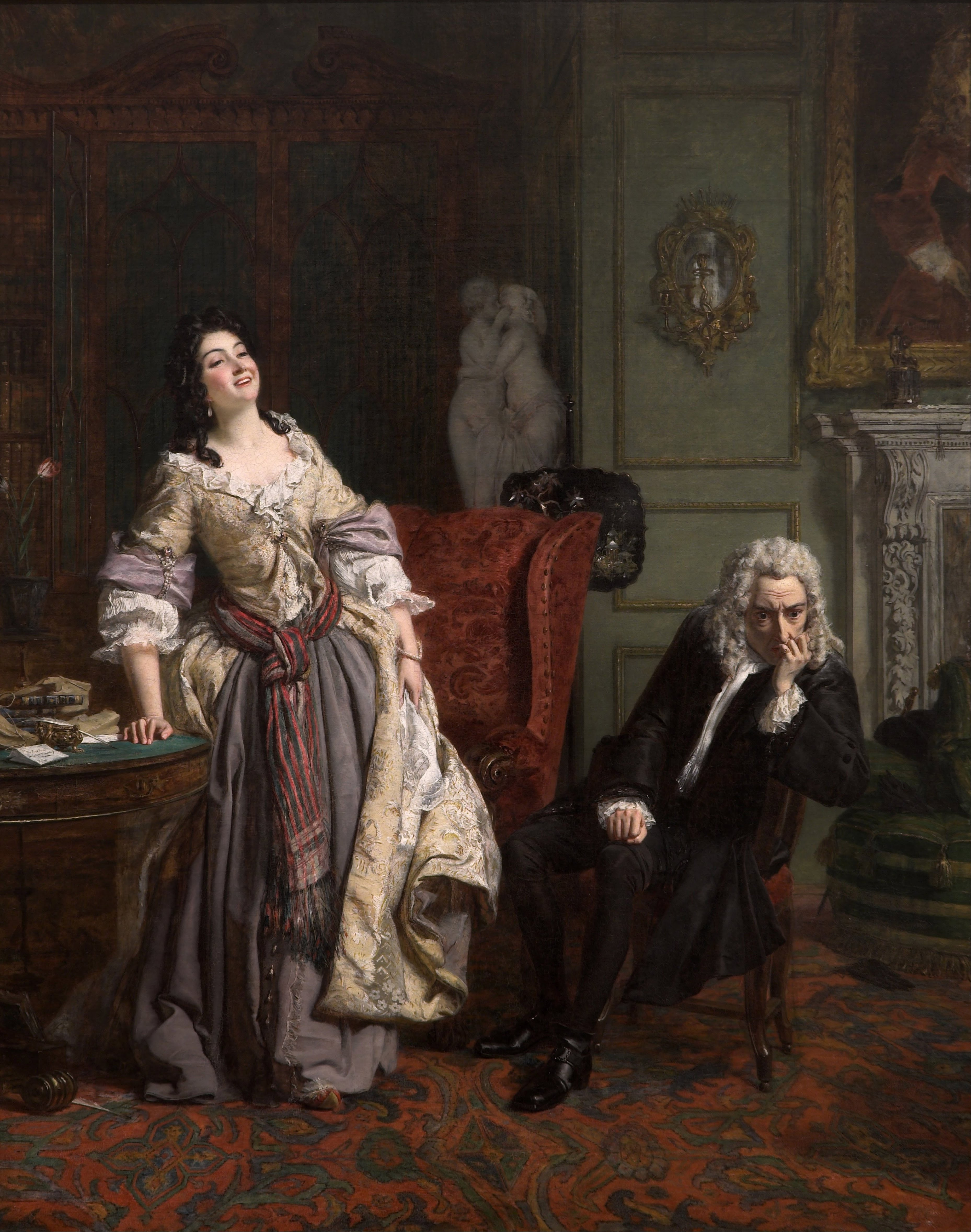
Odrzucona miłość Pope'a do Lady Mary, obraz Williama Powella Fritha z 1852.

W 1717 nagła sława Pope'a ukoronowana została pierwszym wydaniem jego dzieł zebranych, w których pojawiły się dwa nowe utwory: znacznie różniące się od dotychczasowej twórczości poety miłosne poematy o namiętności: Eloisa to Abelard oraz Elegy to the Memory of an Unfortunate Lady.
Pope od początku przejawiał szereg cech osobistych, które potocznie zwykło się nazywać trudnym charakterem. Słynna zawiść i drażliwość poety, połączona z ciągłymi nawrotami choroby, stały się w przyszłości przyczyną wielu walk z krytyką, częstokroć niesprawiedliwie odrzuconą, zbyt osobiście odebraną, bądź po prostu urojoną. Ironia Pope'a była skuteczna, aczkolwiek nie zawsze subtelna. Bywało, iż skrzywdzony pisarz uciekał się do najostrzejszych narzędzi satyry, chwaląc się ze swojej „umiejętności sprawiania bólu” (proper power of hurt).
Niewiele wiadomo na temat życia uczuciowego Pope'a. Przypuszcza się, że miłością jego życia była Marthy Blount, która przez wiele lat towarzyszyła poecie oraz opiekowała się nim w dniach nawrotu choroby. Zażyłe stosunki z Marthy połączyły Pope'a akurat w niedługim czasie po tym, jak oświadczając się długoletniej przyjaciółce, Lady Mary Wortley Montagu, został przez nią gwałtownie wyśmiany. Alexander od zawsze przejawiał wrażliwość na wpływy kobiet, toteż − jak głosi plotka − gorycz spowodowana tym incydentem wzbudziła w nim wrogość w stosunku do Lady Mary, która przeniosła się również na grunt literacki. Zupełnie inny wydźwięk miały dzieła przeznaczone pani Blount; właściwie poeta zadedykował jej i poświęcił wszystkie swoje najbardziej intymne poematy.

## Twórczość

### Poematy estetyczne i religijne (1709−1712)
1712 to data wydania przez Pope'a bodaj najgłośniejszego jego utworu. Poemat heroikomiczny The Rape of the Lock (Pukiel porwany), bo o nim mowa, od prawie trzystu lat, niezależnie od stronnictwa, cieszy się opinią prawdziwego arcydzieła. Już w czasie pierwszego jego wydania krytycy tonęli w zachwytach; mówiło się o geniuszu humoru, mistrzowskim opanowaniu pióra czy niezrównanym stopniu fantazji i subtelności. Nieco później Henry Hazlitt nazwał Pukiel porwany „znamienitym przykładem filigranowej roboty”. Utwór został rozpisany na pięć pieśni, opisujących we wzniosłym stylu homeryckim autentyczny towarzyski skandal: lord John Caryll, zakochany w urodzie lady Arabelii Fermor, usiłuje gwałtem zdobyć pukiel jej włosów. W poemacie obok elementów satyrycznych występują również fantastyczne i baśniowe, a w ostatniej pieśni − filozoficzno-moralizatorskie. Do dziś Pukiel porwany uważany jest za najwybitniejszy przykład poematu heroikomicznego w literaturze.

### Poematy opisowe (1713)
W 1713 Pope wydał kolejny ważny utwór, tym razem należący do modnej wśród arystokracji grupy poematów opisowych, Windsor Forest (Las Windsorski). Dzieło przedstawia uroki lasu znajdującego się w mieście Windsor w hrabstwie Berkshire. W tym miejscu należy wspomnieć o estetycznych poglądach angielskiego klasyka. Zdaniem Pope'a, tak zwany pure description, a więc „opis czysty”, pozbawiony czynnika ludzkiego czy też określonej treści wybijającej się z długich połaci mimetycznie przedstawionej przyrody, nie może stanowić całego tekstu utworu. Opis taki nie powinien ponadto dążyć do redukcji ja poety, czy też zamiany go w bezosobowy instrument, rejestrujący wrażenia zmysłowe z kontaktu z przyrodą, nie wyciągając z niego poczucia miary czy intelektualnego sensu. Reasumując, zdaniem angielskiego poety czysta poezja opisowa zakrawa na nonsens. Taki utwór byłby „jak uczta składająca się z samych sosów”, postępowanie zaś piszącego go poety uniemożliwiałoby mu uporządkowanie świata, które jest główną cechą sztuki.

### Poematy miłosne (?−1717)
W tomie dzieł zebranych Pope'a z 1717 znalazły się dwa poematy, których data powstania jest niepewna: Eloisa to Abelard oraz Elegy to an Unfortunate Lady. Poeta starał się zawrzeć w nich namiętność i patos.

### Poematy filozoficzne (1731−1734)
Jednym z najważniejszych pojęć przewijających się przez całą twórczość Pope'a było − skądinąd, popularne w dobie oświeceniowego klasycyzmu − słowo „Natura”, określane przez poetę z iście filozoficzną precyzją, lecz w zależności od utworu i daty jego powstania, reprezentujące co najmniej trzy różne znaczenia.
- Natura jako „obiektywna rzeczywistość” − mimetycznie przedstawiony przedmiot poetyckiego opisu; odzwierciedlenie zarówno przyrody, jak i miasta w utworze literackim, dokładnie tak, jak widział je twórca;

- Natura jako platońska idea − idealna podstawa wszystkich rzeczy widzialnych, ich duchowy, doskonały pierwowzór, pierwotna zasada, podwalina, najgłębsza istota świata, prawdziwa, boska natura wszystkich rzeczy;

O tak zwanym stanie natury. Początek prawdziwej religii i rządu z tegoż samego źródła miłości (...). „Nie sądź, by mylną była przyrodzenia droga. / W stanie natury trwało panowanie Boga”.

- Natura jako klasyczny pierwowzór poezji − właściwy, ściśle określony wzór czy też zbiór zasad istnienia liryki, za którym każdy poeta powinien podążać, aby sięgnąć do czystego ideału sztuki rymotwórczej.

Natura najlepszym przewodnikiem rozsądku. Doskonalą go sztuka i prawidła będące porządnym układem natury przypisów. Prawidła są czerpane z wzorów starożytnych poetów. Powinien więc krytyk dawnych znać pisarzów (...). „Patrz, jak Grecyja trafne podała prawidła / Kiedy lot umiarkować lub rozpuścić skrzydła.”

Oświeceniowy optymizm Pope'a, dobrze widoczny w poemacie Wiersz o człowieku, był niejako zrównoważony i umiarkowany w ocenie świata i życia doczesnego. Poeta nie twierdzi, jak Gottfried Wilhelm Leibniz, że żyjemy na „najlepszym z możliwych światów”, ale jednocześnie daleki jest od tak skrajnego przeciwstawienia się tej tezie, jak to reprezentował Voltaire. Pope uznawał, że nadrzędnym zadaniem człowieka w życiu doczesnym (głęboko wierzył bowiem w zmartwychwstanie) jest rozumne obranie drogi pomiędzy skrajnościami, tak aby jego życiowa ścieżka prowadziła do coraz głębszej samowiedzy. Pomiędzy tą zdobywaną samowiedzą a osobistym i społecznym szczęściem miałaby z kolei istnieć harmonia; działania zgodne z prawidłami piękna, dobra i prawdy, zdaniem poety, niezawodnie dążą ku eliminacji zła oraz moralnemu postępowi, a wręcz duchowej samorealizacji w świecie.

## Dziedzictwo Pope'a
W swej rozprawie Young odrzuca doktrynę Pope'a nakazującą naśladownictwo klasycznych wzorów jako obowiązek poety, argumentując między innymi, że poeci greccy, reprezentujący owe prawzory do naśladowania, sami nie mogli być naśladowcami, lecz byli poetami oryginalnymi.

Adam Mickiewicz, jak pokazuje wnikliwa analiza komparatystyczna jego twórczości − zarówno mistycznej, jak i bardziej realistycznej − bliższy jest poetyce Pope'a niż poetyce szkoły romantycznej. Doskonale wiadomo również, iż Wieszcz pisał częściowo...

...na modłę Byrona, twórcy Giaura, podziwiającego lekkie wiersze Pope'a (...). − Byron zerwał z manierą „poetów jezior”, których utwory traktowano jako manifest angielskiego romantyzmu. W formie swojej poezji nawiązywał do tradycji klasycznej: Pope, Addison.

Byron był zresztą ostatnim wielkim obrońcą Pope'a.

Ta właśnie idea jest inspiracją geniuszu Goldsmitha, Burnsa, Cowpera, a w czasach bardziej współczesnych − Goethego, Wordswortha i Carlyle'a. Ideę tę rozwijali oni na rozmaite sposoby i z różnym powodzeniem. W zestawieniu z ich pisarstwem styl Pope'a, Johnsona czy Gibbona jest oschły i pedantyczny. Pisarstwo zaś tamtych tętni życiem.

## „Dykcja poetycka”

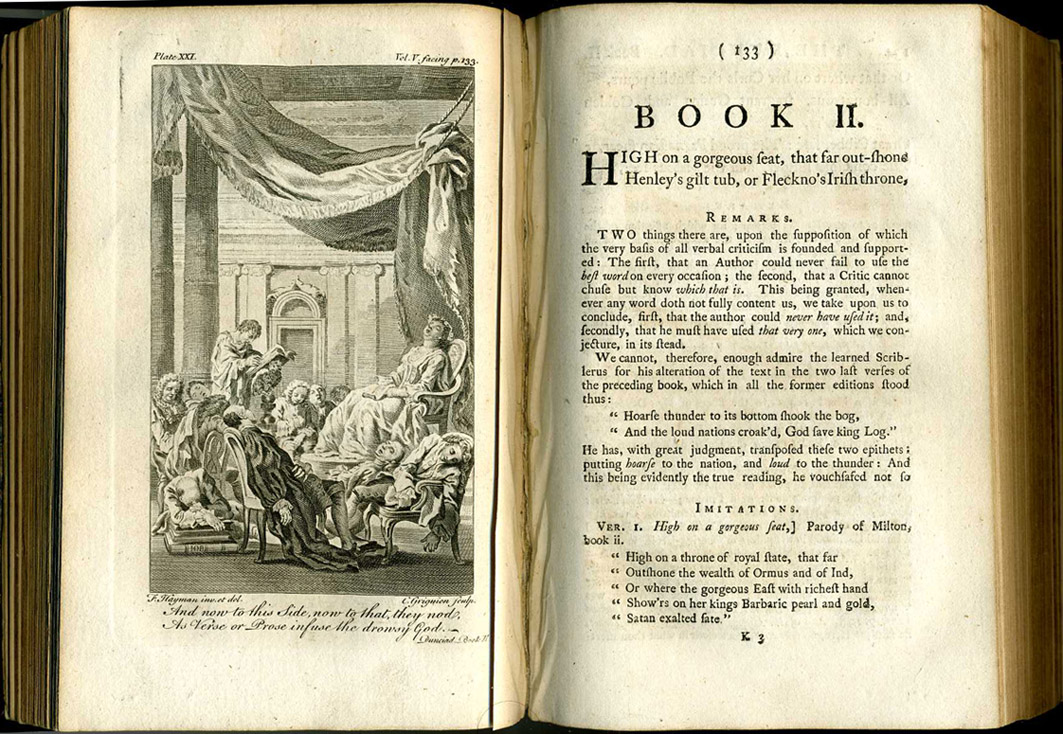
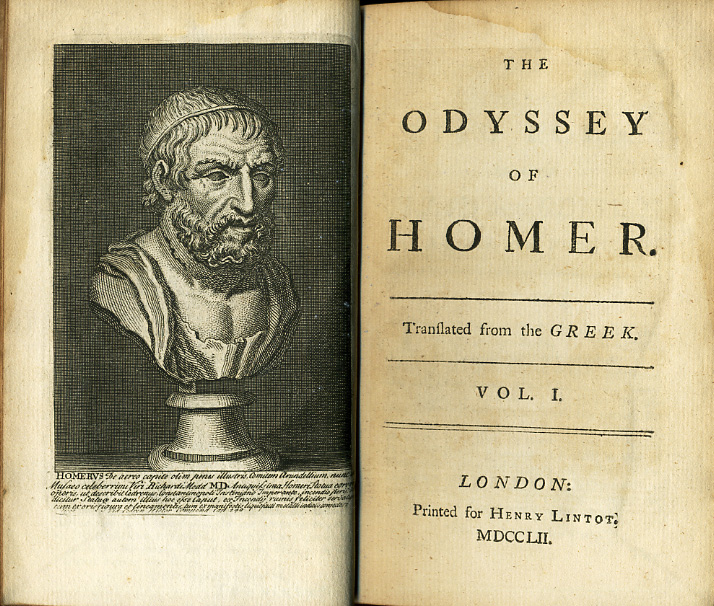
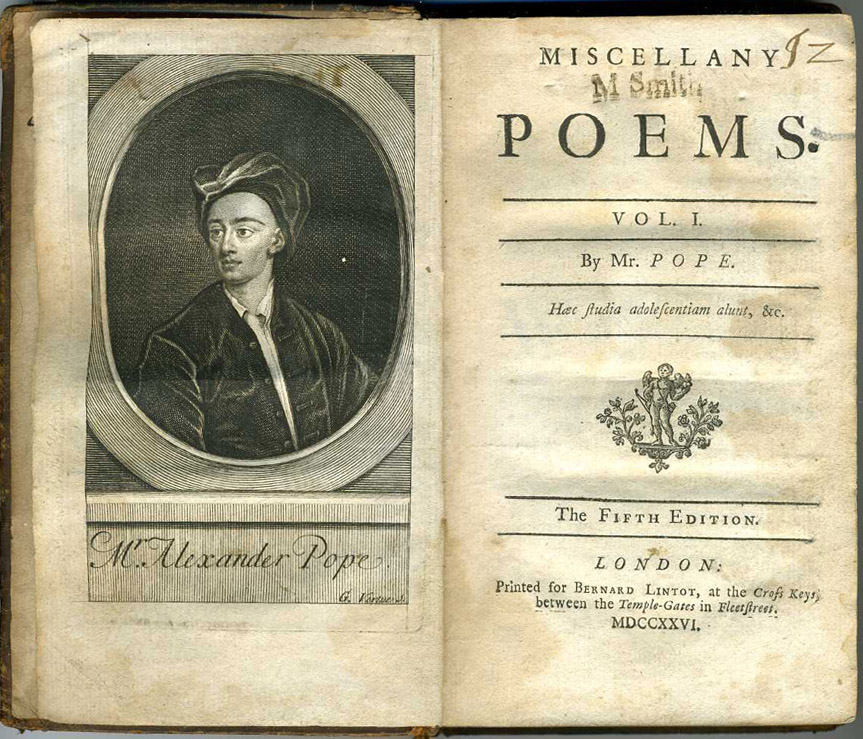

## Kontrowersje
Pomimo utrwalonej − nie tylko przez tradycję, ale przede wszystkim przez jednogłośny werdykt literaturoznawców − opinii, iż Alexander Pope jest najwybitniejszym twórcą angielskiego klasycyzmu oraz autorem najznakomitszego przykładu poematu heroikomicznego, wciąż sprawia on niemałe problemy dla krytyki literackiej. Żarliwe spory trwają do dziś, jako jeden z największych problemów literatury angielskiej, zaczęły się zaś wraz z literackim debiutem Pope'a. Streszczają się one w dwóch zasadniczych punktach:
1. Jaki jest rzeczywisty charakter poezji Pope'a (w odniesieniu do „rewolucji romantycznej”)?
2. Pytanie: „czy Pope był w ogóle poetą?”[3]

### Skandale obyczajowe wokół poezji Pope'a
Alexander Pope już za życia stał się wśród literackiej elity punktem zapalnym mnóstwa ówczesnych skandali. „Otóż Pope tym się m.in. różnił od Drydena, że nie potrafił obojętnie przyjmować krytyki. W ogóle chętnie gani się go za zarozumiałość, próżność, złośliwość, mściwość, niesprawiedliwość w satyrycznych napaściach, krótko mówiąc za tzw. trudny charakter (...) Pope lubił drwić ze swoich przeciwników, „a drwina Pope'a nie zawsze była subtelna”.

### Dyskusje wokół wartości poezji Pope'a
„Mało który poeta bywał tak podziwiany, a równocześnie tak zaciekle atakowany, jak Pope”. W efekcie poeta bywał i nadal jest (po latach odrzucenia, współcześnie rośnie zainteresowanie nim) kochany albo nienawidzony, a po obu stronach barykady stają najwybitniejsze osobistości literatury angielskiej. Wśród zdecydowanych krytyków był chociażby William Wordsworth, wśród zwolenników − George Gordon Byron.
Niektóre stronnictwa nie tylko znacznie obniżają rangę jego twórczości, ale wręcz odbierają mu miano poety, oskarżając Pope'a o absolutny brak liryzmu (przy wybitnie rozwiniętych walorach aforystycznych), płytkość lub nieobecność głębszych treści intelektualnych, nasycenie twórczości wątkami z życia prywatnego poety, ograniczoność i wtórność poglądów, sprowadzenie wiersza do formy wypracowanej aniżeli odczutej (nawet kiedy jego przedmiotem była namiętność), na dodatek obarczonej tzw. „pope'owską dykcją”, która na długie lata zaciążyła na stylu literackim poezji angielskiej, na długie też lata stała się czymś haniebnym. Walter Pater mówił o „wyszukanym braku gustu” u Pope'a. Swoje zdanie wypowiedział w zupełnej opozycji do miłośników torysa, którzy widzą w nim uosobienie wykwintności słowa. Lytton Strachey z kolei formułuje swoją naganę tak: „dystychem epickim zaczarował swoje wrzaski w poezję”. Wszystkie te zarzuty sprawiły, że dla historii literatury zaliczenie Pope'a do grona poetów jest kłopotliwe. Wiele z nich ma skądinąd swoje podstawy, niemniej „jeśli być poetą oznacza napisać najdworniejsze znane nam wiersze, obdarzyć słowa żywą i podniecającą energią, ukuć dystychy i wiersze, które na zawsze pozostają w pamięci, przedstawić choćby ograniczony pogląd na ludzi i ludzkie życie − to tylko niezwykły upór w szaleństwie czy perwersji może kazać odmówić tego miana Pope'owi”.

### Paradoks recepcji poezji Pope'a
Od zawsze krytyka literacka zarzucała Pope'owi gładkość, „grzeczność” zarówno formy jak i treści, powściągliwość, której poeta ten stał się w literaturze angielskiej synonimem. Mówi się, iż autor Pukla porwanego zdradził świeżość pleneru, który należał do wiekowej i najświetniejszej tradycji poezji Wysp Brytyjskich, dla zaduchu kawiarń i miasta. Znana jest opozycja, jaką tworzy się z Pope'a oraz Williama Cowpera. Pierwszy miałby reprezentować tak zwaną „poezję miasta”, drugi − „poezję wsi”. Inny poważny zarzut brzmi następująco: Pope zmechanizował wiersz, dostosował go do wymagań wieku prozy, porzucił spontaniczne porywy liryzmu dla poetyki ściśle, precyzyjnie wypracowanej.
Paradoks recepcji poezji Pope'a polega na tym, że w swojej istocie prezentuje ona dokładne przeciwieństwo stawianych jej zarzutów. Choć faktem jest pedantyczna dbałość o finezję wierszowanej formy, „w rzeczywistości (...) Pope reprezentuje reakcję przeciw sztuczności i powrót do natury”. Torys buntował się przeciw poezji salonowej i konceptualnej, nie cenił wysoko baroku właśnie ze względu na nadmierne przywiązywanie wagi do perfekcji formalnej. Pope odrzucał Johna Donne'a. W efekcie choć moralny wydźwięk jego poezji głosił odrzucenie ciemnych, pesymistycznych myśli na rzecz tego, co jasne i zdrowe, to jednak Pope jest główną postacią Oświecenia, która powinna być kojarzona z rewolucją typu romantycznego.

## Wpływ i inspiracje

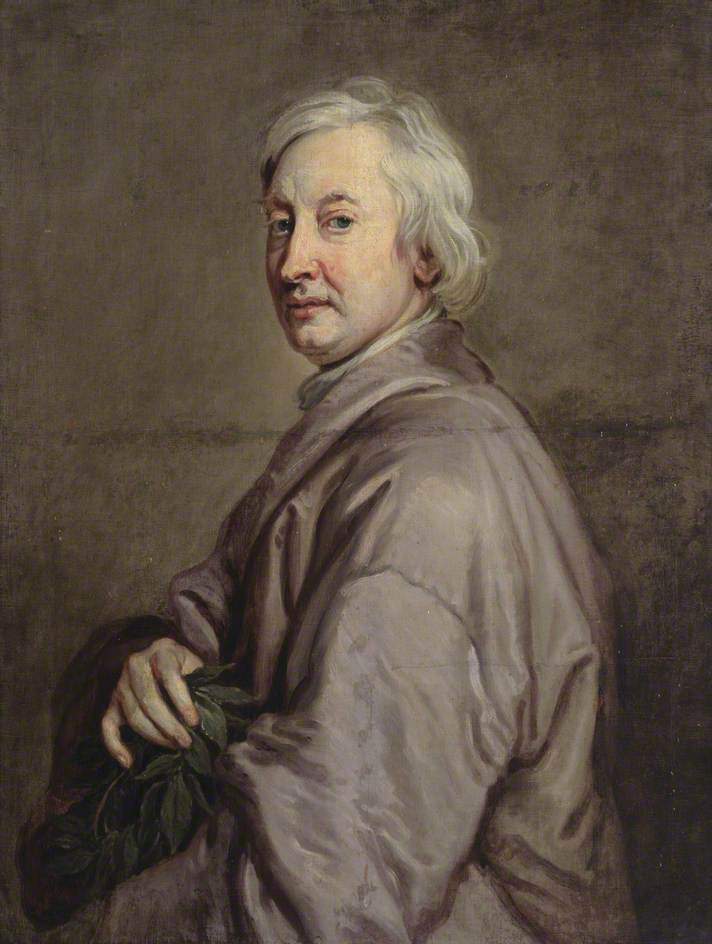
John Dryden
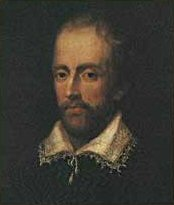
Edmund Spenser
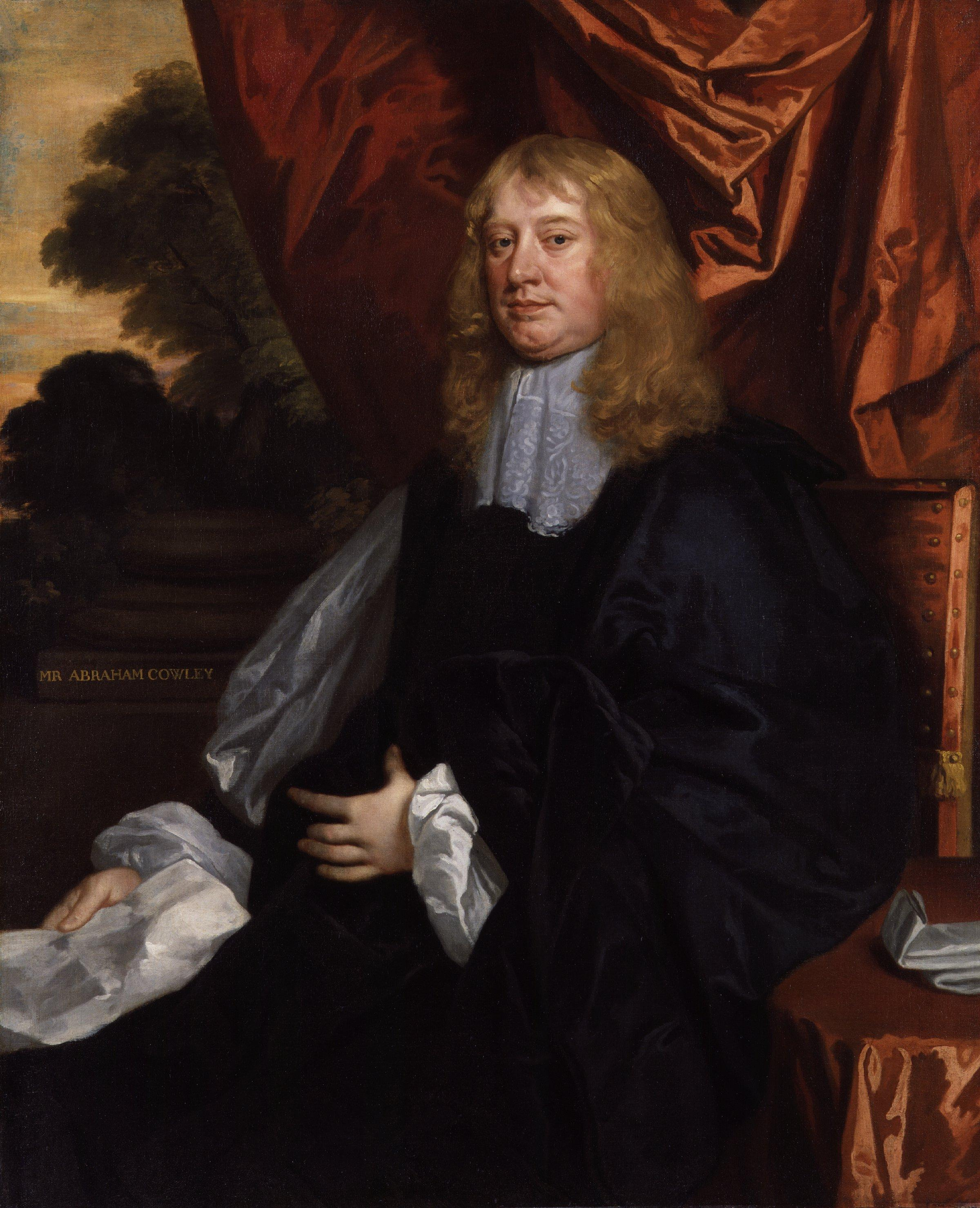
Abraham Cowley
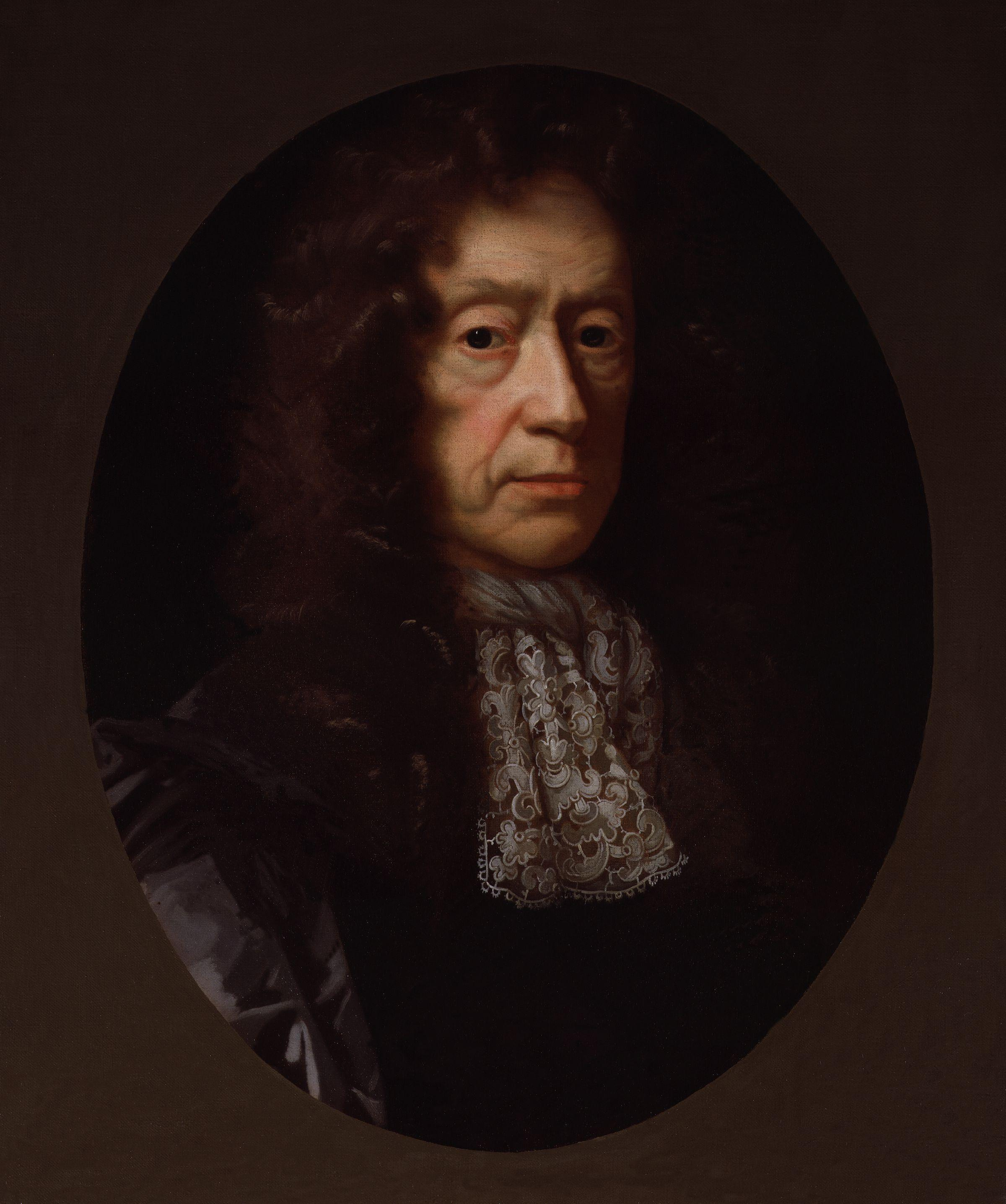
Edmund Waller

1. Wergiliusz, Horacy i Homer − Pope czerpał sporo wzorców horacjańskich i homeryckich, głównie nasyconych podniosłością i patosem, by zastosować je do swoich poematów satyrycznych; Horacy był również pierwszym nauczycielem poetyckiego aforyzmu dla młodego Alexandra, Wergiliusz dostarczał natomiast wzorców doskonałej sielanki[10][28].
2. Geoffrey Chaucer i John Dryden − najważniejsze źródło inspiracji dla Pope'a, głównie przez fakt, iż obaj poeci byli mistrzami specyficznego epickiego dystychu zwanego „dwuwierszem bohaterskim”, którego Pope został niekwestionowanym wirtuozem[4].
3. Edmund Spenser −
4. Edmund Waller i Abraham Cowley −

## Dzieła
- 1709 Pastorals
- 1711 An Essay on Criticism
- 1712 The Rape of the Lock
- 1713 Windsor Forest
- 1717 Eloisa to Abelard
- 1717 Elegy to the Memory of an Unfortunate Lady
- 1728 The Dunciad
- 1734 Essay on Man
- 1735 Epistle to Dr Arbuthnot

### Dzieła wydane w Polsce
- 1816 Wiersz o krytyce, przekład Kaietana Jaxę Marc...
- 1822 Wybór poezji, przekład Ludwika Kamińskiego[29]
- 1982 Porwany lok, przekład Juliusza Kydryńskiego
- 2002 Poematy. Wybór, przekład Ludwika Kamińskiego
- 2024 Esej o krytyce, przekład Jarosław Zawadzki, „Kronos” 2/2024